# Камачо-Куинн, Джасмин
Джасмин Камачо-Куинн (исп. Jasmine Camacho-Quinn; род. 21 августа 1996, Чарлстон, Южная Каролина) − пуэрто-риканская легкоатлетка, чемпионка летних Олимпийских игр 2020 в Токио в забеге на 100 метров с барьерами, серебряный призёр чемпионата мира 2023 года.

## Биография
Камачо-Куинн родилась 21 августа 1996 года в городе Чарльстон, Южная Каролина (США).
Её родители — Джеймс Куинн, афроамериканец, и Мария Милагрос Камачо, женщина из Пуэрто-Рико. Оба соревновались в легкой атлетике в Баптистском колледже (ныне Чарльстон Южный университет) в Южной Каролине, (США). Её отец соревновался в беге с барьерами, а мать — в беге на короткие дистанции и прыжках в длину. Мать Камачо-Куинн, Мария Милагрос Камачо, родом из Трухильо-Альто, Пуэрто-Рико, что дало Камачо-Куинн право представлять Пуэрто-Рико на Олимпийских играх. Игрок Национальной футбольной лиги (НФЛ) Роберт Куинн — её брат.
Позже она решила, что хочет узнать больше о материнской стороне семьи, которая живёт в Трухильо-Альто, Пуэрто-Рико. Она идентифицирует себя как пуэрториканка. В июле 2021 года она написала в Твиттере о своей матери: «Вы видите мою маму? Пуэрто-риканскую женщину, которая меня родила?» и заявила: «Я пуэрториканка» на видео, опубликованном Олимпийским комитетом Пуэрто-Рико.

### Спортивная карьера
Участвовала в Олимпийских играх в Рио-де-Жанейро в 2016 году, показав в забеге 12,70 с — время, которое обеспечило бы ей пятое место в финале. Однако она столкнулась с барьером и дальше полуфинала не прошла.
На Олимпийских играх в Токио в 2020 году она стала второй пуэрториканкой, когда-либо выигравшей золотую медаль, представляя Пуэрто-Рико. В полуфинале Камачо-Куинн установила свой личный рекорд и олимпийский рекорд — 12,26 секунды, что стало четвёртым лучшим результатом в истории.
В 2023 году на чемпионате мира по лёгкой атлетикев Будапеште Джасмин выиграла серебро в беге на 100 метров с барьерами с результатом 12,44 секунды.